# Cortes de Aragón (Teruel)
Cortes de Aragón, Teruel (aragónul Cortes d'Aragón) település Spanyolországban, Teruel tartományban. Cortes de Aragón Josa, La Hoz de la Vieja, Maicas, Plou és Muniesa községekkel határos. Lakosainak száma 65 fő (2024).

## Népesség
A település népessége az utóbbi években az alábbiak szerint változott:
| Lakosok száma | 121  | 111  | 91   | 80   | 72   | 61   | 57   | 61   | 62   | 65   |
|               | 2001 | 2004 | 2007 | 2009 | 2012 | 2014 | 2017 | 2019 | 2022 | 2024 |